# جيم بورنس
جيم بورنس (بالإنجليزية: Jim Burns)‏ (10 أغسطس 1943 بإستيرلينغ في المملكة المتحدة - 11 مايو 2025) هو لاعب كرة قدم بريطاني في مركز الدفاع. لعب مع نادي كلايد ونادي ستيرلينغ ألبيون ونادي كاودينبيث لكرة القدم.